# HD 129980
HD 129980，又名BD-20 4087，SAO 182858、HR 5504，是一颗恒星，视星等为6.4，位于銀經335.73，銀緯34.29，其B1900.0坐标为赤經14h 40m 30.4s，赤緯-20° 34.29′ 7″。